# Akan (språk)
Akan är ett kwaspråk som talas av 8,3 miljoner människor i Ghana (2004), samt av en del i Elfenbenskusten. Akan behandlas ibland som ett makrospråk bestående av de båda språken twi och fante, och ibland som ett språk med två standardvarianter, som har varsin egen ortografi.
Akan talas i sex av Ghanas regioner: i Ashantiregionen, Eastern Region, Western Region, Central Region, Brong-Ahafo Region och Volta Region.
Akam har dialekterna asante, akuapem, akwamu, fante, akyem, agona, assin, denkyira, twifo, wassa, kwawu, bron och buem. Vissa talare av bron bor i Elfenbenskusten.